# Bernie Wrightson
Bernard Albert Wrightson (Baltimore, 27 de outubro de 1948 - Austin, 18 de março de 2017), às vezes creditado como Berni Wrightson, foi um artista americano, conhecido por co-criar o personagem Monstro do Pântano, por sua adaptação de Frankenstein e outros quadrinhos de terror e ilustrações, que apresentam seus traços intrincados característicos a pena e pincel.

## Primeiros anos
Wrightson nasceu em 27 de outubro de 1948, em Dundalk, Maryland. Ele estudou arte assistindo Jon Gnagy na televisão, lendo quadrinhos, particularmente os da EC, bem como através de um curso por correspondência da Famous Artists School. Suas influências artísticas foram Frank Frazetta, Al Williamson, Al Dorne, Graham Ingels, Jack Davis e Howard Pyle. Ele publicou uma fanart, contendo uma lápide com a inscrição "Berni Wrightson, 15 de dezembro de 1965", na página 33 da revista Creepy # 9 da Warren Publishing (capa de junho de 1966).

## Carreira
Em 1966, Wrightson começou a trabalhar para o jornal The Baltimore Sun como ilustrador. No ano seguinte, depois de conhecer o artista Frank Frazetta em uma convenção de quadrinhos na cidade de Nova York, ele se inspirou a produzir suas próprias histórias. Em 1968, ele mostrou cópias de sua arte sequencial ao editor da DC Comics, Dick Giordano, e recebeu um trabalho freelance. Wrightson começou a assinar "Berni" em seu trabalho profissional para se diferenciar de um mergulhador olímpico chamado Bernie Wrightson, mas depois restaurou o "e" final em seu nome.
Em 1968, ele desenhou sua primeira história profissional em quadrinhos, "The Man who Murdered Himself", publicada em House of Mystery No. 179 (março-abril de 1969). Ele continuou a trabalhar em vários títulos de mistério e antologia para a DC e, alguns anos depois, a principal rival, a Marvel Comics. Foi nos títulos da Marvel, Chamber of Darkness e Tower of Shadows, onde ele foi incentivado a simplificar levemente seu intrincado desenho a caneta e tinta, e onde seu trabalho exuberante com pincel, uma marca registrada de seus quadrinhos nos anos 70, ganhou evidência pela primeira vez.
Como muitos artistas nas décadas de 1970 e 1980, Wrightson se mudou para Nova York na esperança de encontrar trabalho com editoras de quadrinhos, como DC Comics ou Marvel Comics. A certa altura, Wrightson morava no mesmo prédio do Queens como os artistas Allen Milgrom, Howard Chaykin e Walter Simonson. Simonson lembra: "Nós nos reuníamos às 3 da manhã. Eles vinham e nós comíamos pipoca, sentávamos e conversávamos sobre o que rapazes de 26, 27 e 20 anos falam. Nossa arte, TV, qualquer coisa. Eu sabia na época: 'Estes são os bons tempos.'"

### Monstro do Pântano
Com o escritor Len Wein, Wrightson co-criou a criatura Swamp Thing (Monstro do Pântano) em House of Secrets No. 92 (julho de 1971), em uma história de terror autônoma ambientada na era vitoriana. Mais tarde, Wein contou como Wrightson se envolveu com a história: "Bernie Wrightson tinha acabado de terminar com uma namorada e estávamos sentados no meu carro conversando sobre a vida - todas as coisas importantes a serem feitas quando você tem 19 e 20 anos. [Risos] E eu disse: 'Sabe, acabei de escrever uma história que realmente parece com o que você se sente agora'. Eu contei a ele sobre Swamp Thing e ele disse: 'Eu tenho que desenhar isso'. "
No verão de 1972, ele publicou Badtime Stories, uma antologia de quadrinhos de terror / ficção científica com roteiros e obras de arte próprios (do período de 1970 a 1971), cada história sendo desenhada em um meio diferente (aguadas de tinta, desenhos a lápis tonais, duoshade). papel, tons de tela, por exemplo, juntamente com caneta e tinta e pincel tradicionais).
Ele e o escritor Marv Wolfman co-criaram Destinoem Weird Mystery Tales No. 1 (julho-agosto de 1972), um personagem que mais tarde seria usado na obra de Neil Gaiman.
No outono de 1972, Monstro do Pântano retornou em sua própria série, ambientada no mundo contemporâneo e na continuidade geral da DC. Wrightson desenhou as dez primeiras edições da série. Abigail Arcane, uma das principais personagens coadjuvantes da mitologia do personagem, foi apresentada no número 3 (fevereiro). Março de 1973).
Wrightson havia sido originalmente convidado pela DC a cuidar da arte para o renascimento d'O Sombra, mas ele deixou o projeto logo quando percebeu que não podia produzir o número mínimo necessário de páginas no prazo, juntamente com seu trabalho em Swamp Thing. Michael Kaluta ilustrou a série, mas Wrightson contribuiu muito para a terceira edição, tanto em lápis quanto em tintas, além de pintar a página inicial da edição # 4.

### Warren e o estúdio
Em janeiro de 1974, ele deixou a DC para trabalhar na Warren Publishing, para cujas revistas em quadrinhos de terror em preto e branco ele produziu uma série de trabalhos originais, além de adaptações de contos. Como em BadTime Stories, Wrightson experimentou diferentes mídias nesses contos em preto e branco: "The Black Cat", de Edgar Allan Poe, apresentava intrincados trabalhos de caneta e tinta, que contrastavam diretamente com seus painéis em Swamp Thing, dominados por pincel.. "Jenifer", com roteiro de Bruce Jones, foi renderizado com marcadores cinza na atmosfera. "The Pepper Lake Monster" era uma síntese de pincel e caneta e tinta, enquanto "Cool Air", de HP Lovecraft, era uma incursão no papel duotônico. "Anoitecer" foi um exercício de lavagem de tinta. "Clarice" também foi desenhado com caneta, pincel e tinta e com lavagem de tinta.
Em 1975, Wrightson juntou-se aos colegas artistas Jeffrey Catherine Jones, Michael Kaluta e Barry Windsor-Smith para formar o The Studio, um loft compartilhado em Manhattan, onde o grupo buscaria produtos criativos fora das restrições do comercialismo dos quadrinhos. Embora ele continuasse a produzir arte seqüencial, Wrightson começou a produzir obras de arte para vários pôsteres, gravuras, calendários e até um livro de colorir altamente detalhado. Ele também desenhou histórias em quadrinhos esporádicas e ilustrações únicas para a revista National Lampoon de 1973 a 1983.
Wrightson passou sete anos desenhando aproximadamente 50 ilustrações detalhadas em caneta e tinta para acompanhar uma edição do romance Frankenstein de Mary Shelley.

### Carreira posterior
O segmento "Captain Sternn" do filme de animação Heavy Metal é baseado em um personagem criado por Wrightson (publicado pela primeira vez na edição de junho de 1980 da revista Heavy Metal). A novela gráfica Freakshow, escrita por Bruce Jones e ilustrada (via caneta, pincel e tinta com aquarelas) por Wrightson, foi publicada na Espanha em 1982 e serializada na revista Heavy Metal no início dos anos 80.
Em 1983, Bernie Wrightson ilustrou a adaptação em quadrinhos do filme de terror de Stephen King, Creepshow. Isso levou a várias outras colaborações com King, incluindo ilustrações para a novela "The Werewolf Cycle", a edição restaurada do épico de horror apocalíptico de King, A Dança da Morte, e Lobos de Calla, a quinta parte da série de King A Torre Negra. Mais tarde, ele ilustrou a capa da edição de 26 de abril a 2 de maio de 1997 da revista TV Guide, ilustrando a minissérie de TV de The Shining, de King.
Durante a produção do filme Os Caça-Fantasmas de 1984, Wrightson esteve entre os artistas contratados pelo produtor associado Michael C. Gross para fornecer arte conceitual imaginando os fantasmas e outros fenômenos psíquicos encontrados pelos personagens do filme. A obra de arte que ele contribuiu incluiu imagens dos "fugitivos" das instalações de armazenamento de fantasmas com alimentação elétrica dos Caça-Fantasmas, que ficam descontroladas depois que a eletricidade da instalação é desligada.
Jim Starlin e Wrightson produziram Heroes for Hope, um one-shot de 1985 projetado para arrecadar dinheiro para o combate à fome na África. Publicado na forma de uma " comic jam", o livro apresentava uma lista estelar de criadores de quadrinhos, além de alguns autores notáveis de fora da indústria de quadrinhos, como Stephen King, George RR Martin, Harlan Ellison e Edward Bryant. Em 1986, Wrightson e a escritora Susan K. Putney colaboraram no romance gráfico Spider-Man: Hooky. Nesse mesmo ano, Wrightson e Starlin produziram um segundo quadrinho beneficente, Heroes Against Hunger, com Superman e Batman, que foi publicado pela DC e, como no projeto anterior da Marvel, apresentava muitos dos principais criadores de quadrinhos. Starlin e Wrightson colaboraram em duas minisséries em 1988, The Weird  e Batman: The Cult, bem como a Marvel Graphic Novel No. 29, apresentando o Hulk e o Coisa for Marvel.
Ele ilustrou cartões para o jogo de cartas colecionáveis da Last Unicorn Games, Heresy: Kingdom Come, e contribuiu com capas de álbuns para várias bandas, incluindo Meat Loaf.
Wrightson fez arte conceitual para cinema e televisão, trabalhando em produções como The Faculty, Galaxy Quest, Spiderman, The Mist, Land of the Dead e Serenity.
Em 2012, Wrightson colaborou com Steve Niles em Frankenstein Alive, Alive! publicado pela IDW Publishing, pelo qual ganhou um prêmio da National Cartoonists Society.
A primeira esposa de Wrightson, Michele Wrightson, participou de comix underground, contribuindo com histórias para publicações como It Ain't Me, Babe, Wimmen's Comix e Arcade. Ela morreu em 2015. Wrightson e Michelle tiveram dois filhos juntos, John e Jeffrey.
Wrightson morava com sua segunda esposa Liz Wrightson e seu enteado Thomas Adamson em Austin, Texas.
Wrightson anunciou em janeiro de 2017 que estava se aposentando por causa de sua batalha contra o câncer. Ele morreu em 18 de março de 2017, aos 68 anos. No dia seguinte, Liz Wrightson confirmou que sua morte se seguiu a uma longa batalha contra o câncer no cérebro. " The First Day of the Rest of Your Life ", o final da 7ª temporada de 2 de abril de 2017 da série de TV The Walking Dead, foi dedicado à memória de Wrightson.

## Legado criativo
À morte de Wrightson seguiu-se uma série de depoimentos e homenagens de colegas e admiradores profissionais que incluíam Joss Whedon, Neil Gaiman, Guillermo Del Toro, Walter Simonson e Mike Mignola. Whedon chamou Wrightson de "uma estrela pela qual outros lápis traçam seu curso", enquanto Gaiman afirmou que Wrightson foi o primeiro artista de quadrinhos cujo trabalho eu amei. O especialista em horror del Toro assumiu um compromisso de silêncio de 24 horas em homenagem a Wrightson, escrevendo: "No que diz respeito a todos nós, o fim chegou para o melhor que já existiu: Bernie Wrightson. Minha estrela negra do norte da juventude. Um mestre." O criador do Hellboy, Mike Mignola, disse sobre Wrightson: "Ele era um gênio, e não apenas um monstro. Tudo o que Bernie fez tinha alma. "
O ex-vizinho de Wrightson, Walter Simonson, que morava no mesmo prédio que Wrightson na década de 1980, lembrou: "Mesmo em tenra idade, todos estávamos realmente admirados com o trabalho dele, era muito bom". Analisando a habilidade de Wrightson em profundidade, Simonson explicou que, além de sua capacidade de desenhar qualquer coisa, Wrightson era um mestre de valor, capaz de efetuar um comando preciso sobre a profundidade e os tons das cores e tons de cinza em seu trabalho, afirmando: " No desenho ou na pintura, uma das coisas que você controla é o valor, que é a luz e a escuridão. Se você pegasse seu aparelho de TV colorido e, de alguma forma, desligasse a cor e tivesse apenas uma imagem em preto e branco e cinza, estará observando os valores dessas imagens coloridas. 'Frankenstein' é uma obra-prima completa de valor, usando imagens incrivelmente complexas e, no entanto, você sempre vê exatamente o que deve ver. Ele chama a atenção exatamente onde precisa. " Com relação à famosa reprodução de duas páginas do trabalho que descreve o laboratório de Frankenstein, Simonson disse sobre a imagem: "É muito complicado e, no entanto, ele é capaz de mostrar o que ele quer que você veja. De certa forma, [a cena do laboratório é] o cerne da história. É onde Frankenstein quebra as leis de Deus. Acho que as pessoas foram atraídas por isso, porque é tão exagerado e ainda assim é completamente controlado ao mesmo tempo ". O analista de histórias em quadrinhos e historiador Scott McCloud chamou a imagem de "tumulto de detalhes", dizendo: "Pode levar um momento até você notar o cadáver deitado na parte inferior da composição à esquerda. Isso a torna um pouco mais um mapa do tesouro. Um pouco mais 'Onde está Wally?' "
Durante uma turnê de 2016 de sua extensa biblioteca de objetos de arte e cultura pop, Del Toro citou Frankenstein, de Wrightson, como o trabalho cuja obra de arte original foi a mais difícil de encontrar, dizendo: "Eles são muito raros. As pessoas que os têm não os abandonam. Levei anos para conseguir isso. Eu tenho nove das 13 pranchas favoritas do livro de Frankenstein que Bernie Wrightson já fez. As outras quatro: uma delas ninguém sabe onde está, e as outras três são, eu diria, muito difíceis de arrancar das pessoas que as possuem. "